# Gefragt – Gewußt – Gewonnen!
Gefragt – Gewußt – Gewonnen! war eine von Hans Rosenthal moderierte Spielshow des ZDF.

## Inhalt
Das Quiz mit Hans Rosenthal wurde erstmals im Rahmen der Internationalen Funkausstellung 1983 täglich live ausgestrahlt. Im März 1985 ging die Show mit dem Untertitel „Samstag-Treff im ZDF“ in überarbeiteter Form regulär auf Sendung. Einmal monatlich am Samstagnachmittag wurden im Rahmen der Quizshow die wechselnden, vorwiegend kleineren, Städte und deren umgebende Landschaften unter dem Gedanken des Denkmalschutzes vorgestellt.

## Team
Zum festen Team der Show gehörte Franz Lambert, der auf seiner Wersi-Orgel die Sendung mit Musik untermalte.

## Laufzeit
Zwischen 1985 und 1986 wurden 17 Folgen produziert. Eine bereits angekündigte 18. Folge aus Mosbach in Baden-Württemberg konnte wg. der Erkrankung Hans Rosenthals nicht mehr realisiert werden.

## Liste der ZDF-Ausstrahlungen
| Datum              | Ort                                | Gäste                         |
| 23. März 1985      | Osterode am Harz                   | Tony Marshall                 |
| 20. April 1985     | Maulbronn                          |                               |
| 18. Mai 1985       | Neubeuern, Oberbayern              | Elisabeth Wiedemann           |
| 22. Juni 1985      | Deidesheim, Dt. Weinstraße         | Paola Felix, Erika Köth       |
| 20. Juli 1985      | Lütjenburg, Schleswig-Holstein     | Mary Roos, Dr. Uwe Barschel   |
| 17. August 1985    | Esens, Ostfriesland                | Peter Petrel                  |
| 14. September 1985 | Wirsberg, Fichtelgebirge           | Radspitz-Express, Ireen Sheer |
| 12. Oktober 1985   | Ottweiler, Saarland                | Nicole                        |
| 2. November 1985   | Gelnhausen, Hessen                 |                               |
| 30. November 1985  | Bad Laasphe, Si.-Wittgenstein      | Chris Roberts                 |
| 22. März 1986      | Riezlern, Kleinwalsertal           | Nicki                         |
| 19. April 1986     | Gengenbach, Schwarzwald            | Andy Borg                     |
| 24. Mai 1986       | Xanten, Niederrhein                | Klaus & Klaus                 |
| 14. Juni 1986      | Greding, Bayern                    | Relax                         |
| 12. Juli 1986      | Friedrichstadt, Schleswig-Holstein | Heidi Kabel, G.G.Anderson     |
| 2. August 1986     | Grünberg, Hessen                   | Wolfgang Fierek               |
| 30. August 1986    | Quakenbrück, Niedersachsen         | Gunter Gabriel                |
| 27. September 1986 | Mosbach, Baden-Württemberg         | Sendung geplant, entfallen    |